# Calendario storico dell'Arma dei Carabinieri
Il calendario storico dell'Arma dei Carabinieri è un calendario illustrato con soggetti tipici dell'Arma edito sin dal 1928.

## Storia

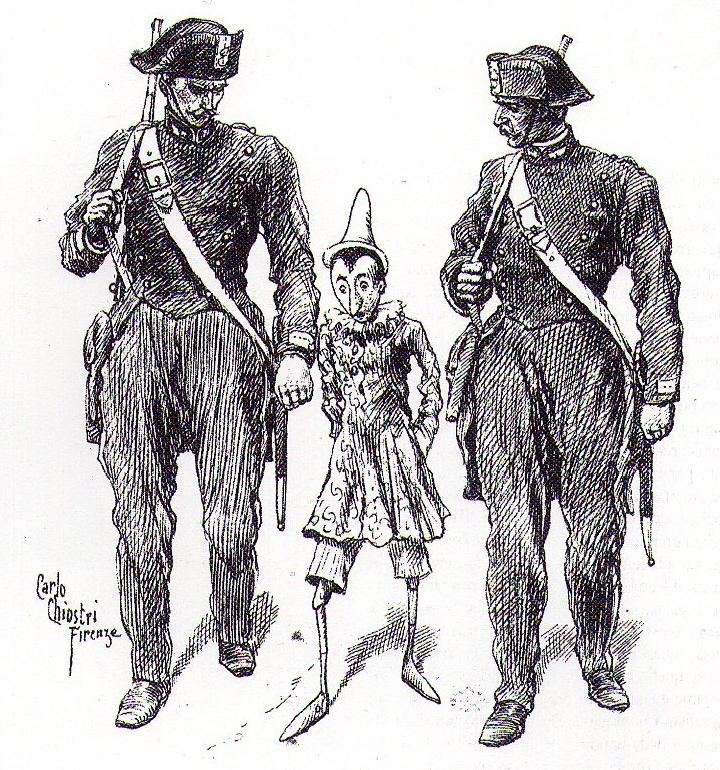
I carabinieri arrestano Pinocchio - Illustrazione di Carlo Chiostri

Venne realizzato per la prima volta a Firenze nel 1928, per iniziativa del generale Gino Poggesi, all'epoca ispettore della III Zona carabinieri. Successivamente, nel 1934 e sino al 1944, la sua realizzazione venne affidata al Museo storico dell'Arma dei carabinieri.
A causa degli eventi bellici la pubblicazione fu interrotta per essere ripresa solo nel 1950, a cura del Comando generale dell'Arma dei carabinieri, che ne ha curato ininterrottamente la pubblicazione, alimentando così una tradizione molto apprezzata che fa sì che il calendario sia oggetto, ormai da tempo, di grande attenzione da parte di collezionisti o di appassionati di cimeli militari.
Rientra nella tradizione il fatto che i militari dell'Arma siano soliti fare dono ogni anno del calendario ad amici, conoscenti e a coloro con cui si relazionano normalmente per motivi di servizio; il crescente interesse per tale pubblicazione, che ogni anno è dedicato ad un tema attinente alla storia o all'attività dell'istituzione, fa sì che il calendario sia esposto negli esercizi pubblici, nelle sale di attesa e all'interno di studi professionali e negli uffici pubblici. Infatti il calendario, la cui tiratura è molto elevata (per l'anno 2013 la tiratura è stata di 1 200 000 copie, di cui 8 000 in inglese, francese, spagnolo e tedesco), non è in vendita nelle edicole ma può essere acquistato solamente dal personale dell'Arma, in servizio ed in congedo, dall'ente editoriale dell'istituzione.
L'illustrazione delle tavole per il calendario storico è stata affidata di anno in anno ad importanti artisti italiani quali ad esempio Giulio Turcato, Pietro Annigoni nel 1986,  Bruno d'Arcevia nel 1993, Salvatore Fiume nel 1991, Ireneo Janni nel 1988 e nel 1997, Mimmo Paladino nel 2020, Sandro Chia nel 2022, Marco Lodola nel 2025.
Ogni anno il nuovo calendario viene presentato con apposite cerimonie che ne diffondono i contenuti e le valenze, non solo pubblicistiche.
Il 5 giugno 2014, l'Arma dei Carabinieri ha celebrato i 200 anni dalla fondazione. Per questo evento i calendari degli anni 2011, 2012, 2013 e 2014 sono dedicati a commemorare ciascuno 50 anni di storia dell'istituzione.
La versione del 2016 è una novità rispetto alle precedenti, in quanto le immagini utilizzate sono tutte realizzate digitalmente inserendo dei carabinieri in opere famose di grandi pittori, utilizzando lo stile dei maestri.

## Riconoscimenti
Per il suo interessante contenuto e per l'apprezzamento sempre crescente che la pubblicazione riscuote, il calendario nel tempo ha ricevuto significativi riconoscimenti quali il 1º premio al concorso nazionale "Maresciallo d'Italia Ettore Bastico" per calendari militari nel 1975, il 1º premio assoluto -medaglia del presidente della Repubblica- alla 12ª edizione dei concorsi nazionali per la stampa, la pubblicistica e la figurinistica militare nel 1983 e molti altri.